# Nostalgija po Sovjetski zvezi
Nostalgija po Sovjetski zvezi (rusko Ностальгия по СССР, latinizirano: Nostal'giya po SSSR) ali sovjetska nostalgija je družbeni nostalgični fenomen po sovjetski dobi (1922–1991), bodisi po njeni politiki, družbi, kulturi, statusu velesile ali preprosto njeni estetiki. Takšna nostalgija se pojavlja med ljudmi v Rusiji in drugih postsovjetskih državah, pa tudi med ljudmi, rojenimi v Sovjetski zvezi, a že dolgo živečimi v tujini, in celo med komunisti in sovjetskimi simpatizerji drugod po svetu.
Leta 2004 je bil v Rusiji ustanovljen televizijski kanal Nostalgija, njegov logotip pa vsebuje stilizirane podobe srpa in kladiva.

## Glasovanje
Vse od razpada ZSSR in vzhodnega bloka so letne raziskave centra Levada pokazale, da je več kot 50 % ruskega prebivalstva obžalovalo njen razpad, edina izjema je bila leta 2012, ko je podpora Sovjetski zvezi padla pod 50 odstotkov. Anketa iz leta 2018 je pokazala, da je 66 % Rusov obžalovalo padec Sovjetske zveze, kar je postavilo 15-letni rekord, večina tovrstnih mnenj je prišlo od ljudi, starejših od 55 let.
V Armeniji je 12 % vprašanih menilo, da je razpad ZSSR prinesel dobro, 66 % pa škodo. V Kirgizistanu je 16 % vprašanih menilo, da je razpad ZSSR prinesel dobro, 61 % pa škodo. Raziskava iz leta 2012, ki jo je naročila Carnegie Endowment, je pokazala, da se 38 % Armencev strinja, da bo njihova država »vedno potrebovala voditelja, kot je Stalin.«
Anketa iz leta 2019, je pokazala, da 59 % Rusov meni, da je sovjetska vlada »skrbela za navadne ljudi.« Anketa iz leta 2020, je pokazala, da 75 % Rusov meni, da je bila sovjetska doba »najboljši čas« v zgodovini države.

## Razlogi
Glede na ankete je najbolj pogrešan sovjetski skupni gospodarski sistem, ki je zagotavljal finančno stabilnost. Neoliberalne gospodarske reforme po razpadu ZSSR in vzhodnega bloka so povzročile slabši življenjski standard splošnega prebivalstva. Privatizacijske politike so omogočile, da je velik del gospodarstva države padel v rokeoligarhov. Občutek pripadnosti veliki velesili je bil sekundarni razlog za nostalgijo; mnogi so se zaradi svojih izkušenj v devetdesetih letih počutili ponižane in izdane in so za preobrat krivili svetovalce zahodnih sil, zlasti ob približanju NATO ruski vplivni sferi.
Po mnenju Kristen Ghodsee, raziskovalke postkomunistične Vzhodne Evrope:
Predloga:Bquote
Po anketi Centra Levada (november 2016) ljudje najbolj pogrešajo Sovjetsko zvezo zaradi uničenja skupnega gospodarskega sistema njenih 15 republik (53 %); izgube občutka pripadnosti veliki sili (43 %); povečanja medsebojnega nezaupanja in krutosti (31 %); izgube občutka domačnosti ZSSR (30%); in izgubo povezav s sorodniki in prijatelji (28 %). Sociologinja centra Levada Karina Pipija pravi, da so v anketi 2018 najpomembnejšo vlogo pri naraščanju nostalgije po ZSSR v nasprotju z izgubo prestiža ali nacionalne identitete odigrali gospodarski dejavniki, pri čemer ugotavlja, da velika večina Rusov »obžaluje, da je bilo nekoč več socialne pravičnosti in da je vlada delala za ljudi in da je bila boljša v smislu skrbi za državljane in paternalističnih pričakovanj.« Anketa Centra Levada iz junija 2019 je pokazala, da 59 % Rusov meni, da je sovjetska vlada »skrbela za navadne ljudi«. Naklonjenost Josifa Stalina je spomladi tistega leta dosegla rekordne vrednosti.